# Electronic Industries Association of Japan
Utworzone w 1948 roku Electronic Industries Association of Japan (EIAJ) (Zrzeszenie Japońskich Producentów Sprzętu Elektronicznego) było jedną z dwóch (obok Japan Electronic Industries Development Association JEIDA) japońskich organizacji handlowych, przekształconych w 2000 roku w Japan Electronics and Information Technology Industries Association (JEITA).
W okresie swojej działalności EIAJ utworzyło wiele standardów stosowanych w branży elektronicznej na całym świecie po dziś dzień. Należą do nich:
- Złącza EIAJ – używane do niskonapięciowego (w zakresie od 3V do 24V) zasilania prądem stałym urządzeń elektronicznych, takich jak notebooki, monitory LCD, głośniki komputerowe, aktywne elementy sieci i wiele innych (EIAJ RC-5320A, EIAJ RC-5321 oraz EIAJ RC-5322)
- D-Terminal – wielostykowe analogowe złącze wideo (RC-5237) stosowane w sprzęcie audio-video produkcji japońskiej, m.in. zastępujące trzy złącza RCA pracujące w układzie RGB.
- TOSLINK (EIAJ Optical, RC-5720C) światłowodowy interfejs audio stosowany w sprzęcie audio, komputerach, urządzeniach przenośnych.
- EIAJ-1 videotape – pierwszy, opublikowany przez EIAJ w 1969 roku, standard kasety wideo.
- EIAJ MTS – zapoczątkowany w 1978 oraz rozwinięty w 1979 roku system wielokanałowej transmisji audio w telewizji japońskiej (powiązany z systemem wideo NTSC-J).